# Régiment de Penthièvre (1737)
Pour les articles homonymes, voir régiment de Toulouse et régiment de Penthièvre.
Le régiment de Penthièvre est un régiment français d'Ancien Régime, créé en 1684 sous le nom de régiment de Toulouse devenu sous la Révolution le 78e régiment d'infanterie de ligne.

## Création et différentes dénominations
- 20 février 1684 : création du régiment de Toulouse
- 1737 : renommé régiment de Penthièvre
- 1er janvier 1791 : renommé 78e régiment d'infanterie de ligne

## Historique

### Colonels et mestres de camp
Colonels

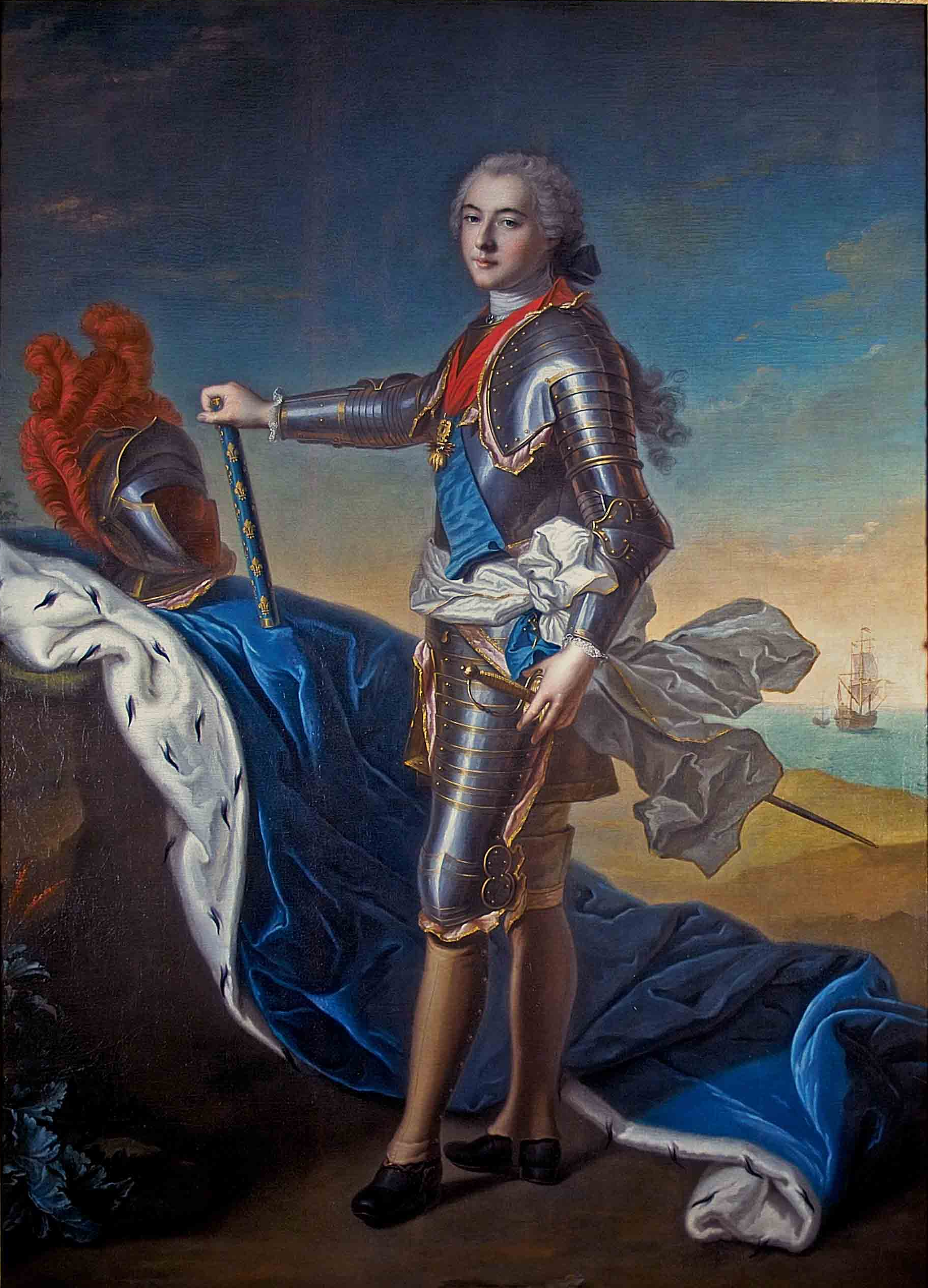
Louis Jean Marie de Bourbon, duc de Penthièvre, en Amiral de France, par Nattier.

- 20 février 1684 : Louis Alexandre de Bourbon, comte de Toulouse, Amiral de France, maréchal de camp le 16 janvier 1696, lieutenant général le 3 août 1697, † 1er décembre 1737
- 7 décembre 1737 : Louis Jean Marie de Bourbon, duc de Penthièvre, Amiral de France, colonel, maréchal de camp le 2 juillet 1743, lieutenant-général le 2 mai 1744, † 4 mars 1793

Colonels lieutenants
- 20 février 1684 : Louis Charles d’Hautefort, marquis de Surville, brigadier le 30 mars 1693, maréchal de camp le 3 janvier 1696, lieutenant-général le 23 décembre 1702, † 19 décembre 1721
- 4 avril 1693 : Jean, chevalier puis comte de Cadrieu, brigadier le 30 mars 1693, † 12 novembre 1712
- 8 mai 1703 : Jean Louis, comte d’Hautefort Bosen, brigadier le 26 octobre 1704, maréchal de camp le 8 mars 1718, lieutenant-général le 20 février 1734, † 9 mars 1743
- 15 mars 1718 : Gabriel Simon d’Ô de Franconville, marquis d’Ô, brigadier le 20 février 1734, † 1734
- 1er novembre 1734 : Louis Emmanuel, comte de Coëtlogon, brigadier le 20 février 1743, déclaré maréchal de camp en novembre 1745 par brevet expédié le 1er mai, déclaré lieutenant-général en décembre 1748 par pouvoir expédié le 10 mai
- 1er décembre 1745 : Vincent Judes, chevalier puis marquis de Saint-Pern, brigadier le 20 février 1743, déclaré maréchal de camp le 1er juin 1745 par brevet expédié le 1er mai, déclaré lieutenant-général en décembre 1748 par pouvoir expédié le 10 mai, † 8 mars 1761
- 1er décembre 1762 : Bernard Henri, marquis de Clermont-Gallerande
- 13 août 1765 : Louis Jean-Baptiste de Budes, comte de Goesbriand
- 10 novembre 1767 Jean Dominique Dijon de Pisieu (source Archiv. Communale de Vienne (Isère) cote GG26)
- 11 novembre 1782 : Pierre, comte de Pardaillan
- 10 mars 1788 : Antoine Louis Claude Destutt, comte de Tracy
- 5 février 1792 : Jean Daniel Pinet de Borde-Desforêts
- 7 septembre 1792 : Louis François Ponnat de Sillon

### Campagnes et batailles
- 1727 : camp de la Saône
- 1733 : siège de Kehl
- 1734 : siège de Philipsbourg

Lors de la réorganisation des corps d'infanterie français de 1762, le régiment conserve ses deux bataillons. 
L'ordonnance arrête également l'habillement et l'équipement du régiment comme suit
Habit, revers, veste et culotte blancs, collet et parements bleus, la poche en long garnies de trois boutons, à distance égale, autant sur la manche, quatre au revers et autant au-dessous : boutons blancs et plats, avec le no 64. Chapeau bordé d'argent.
L'ordonnance du 1er janvier 1791 fait disparaître les régiments du nom de provinces, et les corps d'infanterie ne sont désormais plus désignés que par le numéro du rang qu'ils occupaient entre eux. Ainsi, 101 régiments sont renommés et le régiment de Penthièvre devient le 78e régiment d'infanterie de ligne.

## Équipement

### Drapeaux
6 drapeaux, dont un blanc Colonel, « & croix blanches avec 4 ancres aux branches », ainsi qu’aux croix blanches des 5 drapeaux d’Ordonnance, « verts & feuilles mortes par opposition, avec les traverses de même couleur dans chaque quarré des Drapeaux ».

Drapeaux
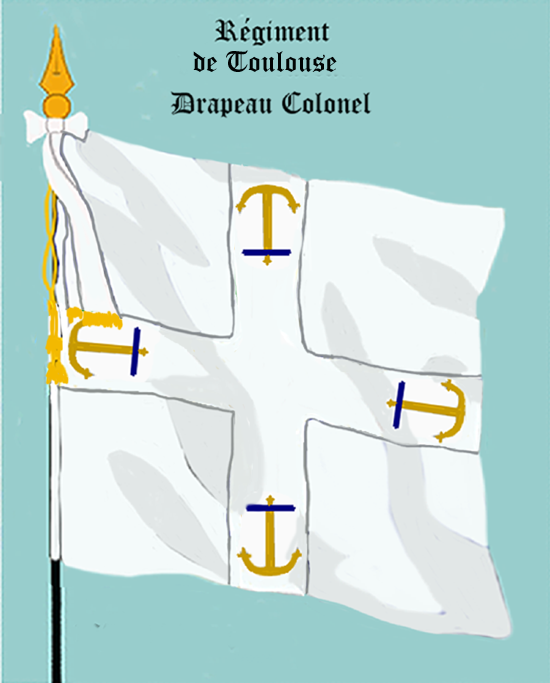
drapeau Colonel du régiment de Toulouse de 1684 à 1737
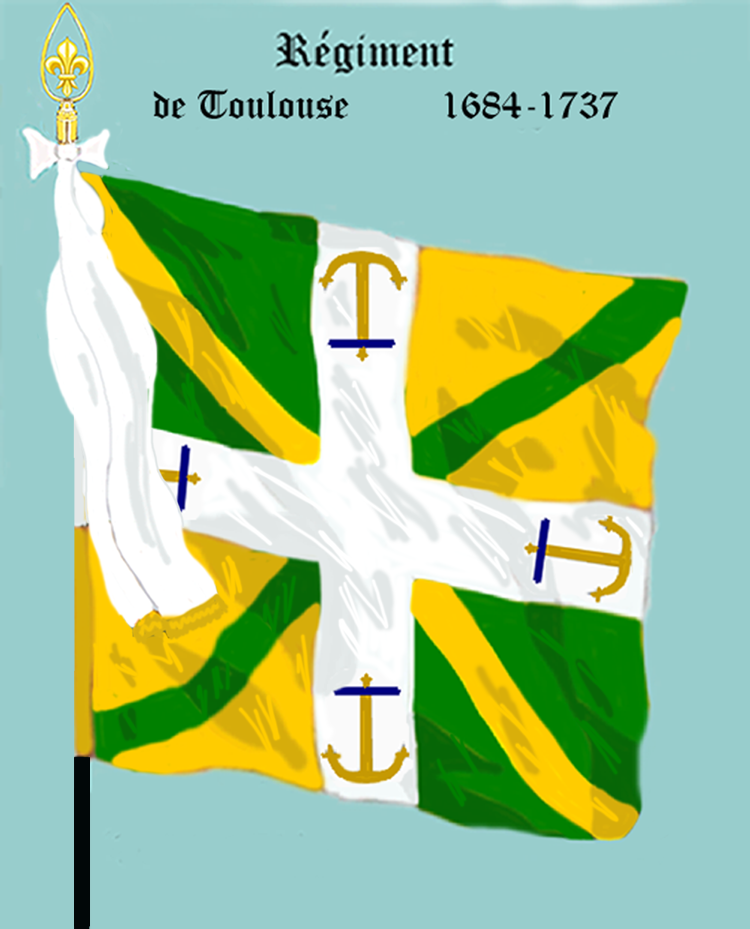
drapeau d’Ordonnance du régiment de Toulouse de 1684 à 1737
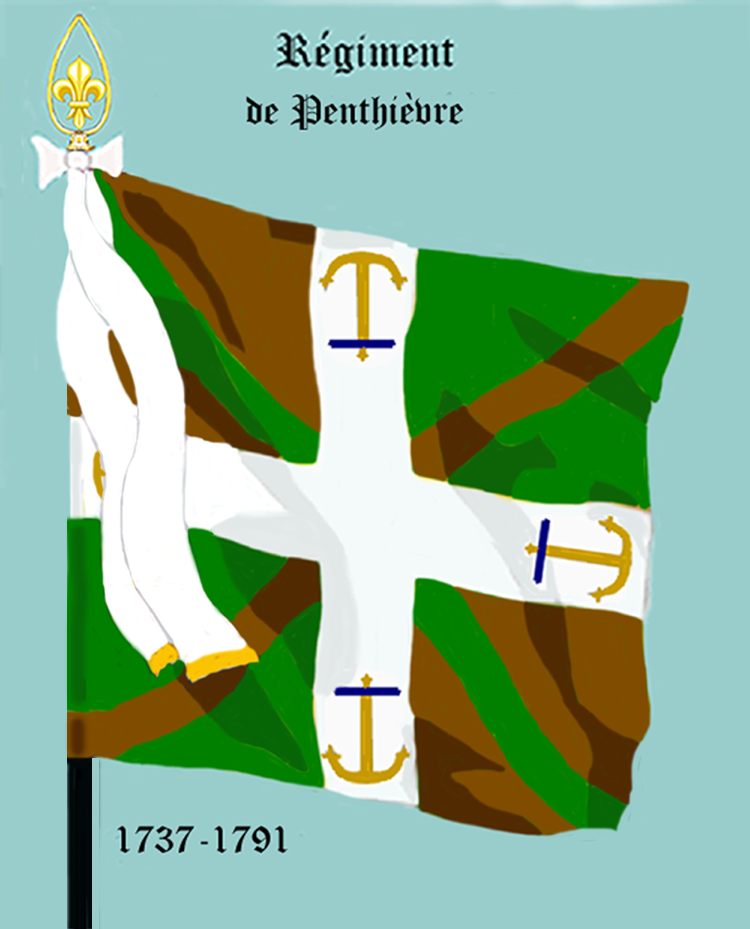
drapeau d’Ordonnance du régiment de Penthièvre de 1737 à 1791

### Habillement

Uniformes
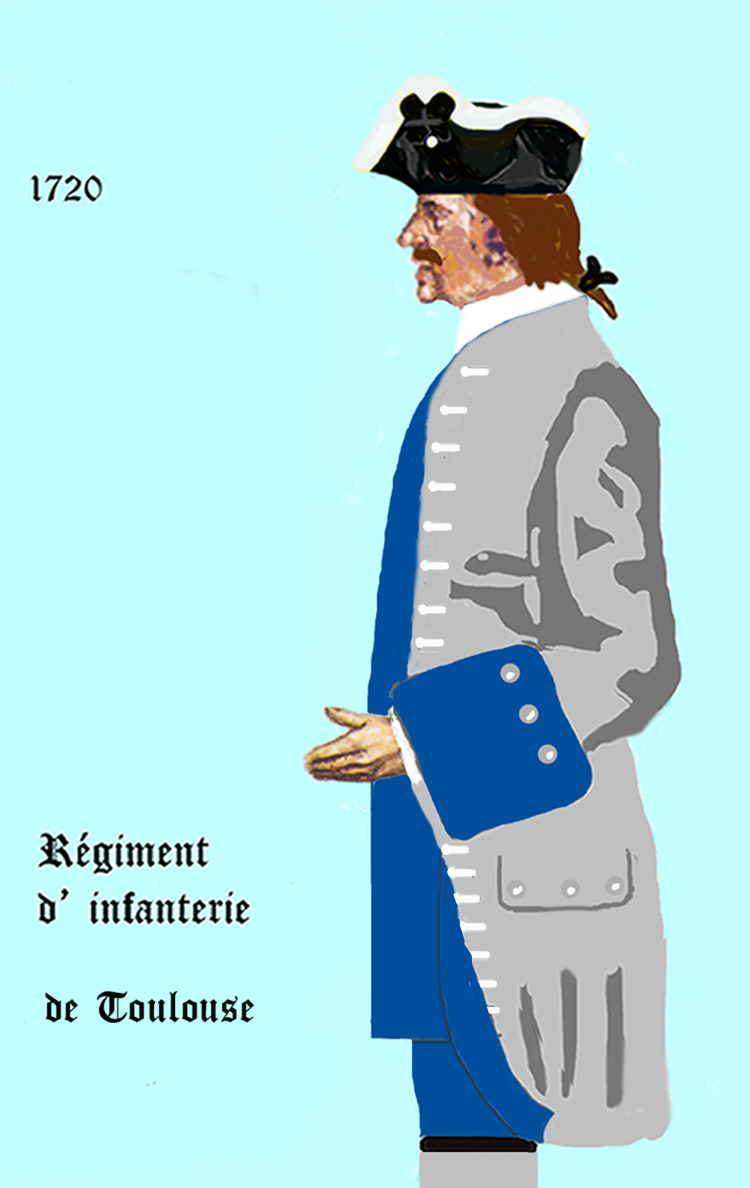
régiment de Toulouse de 1720 à 1734
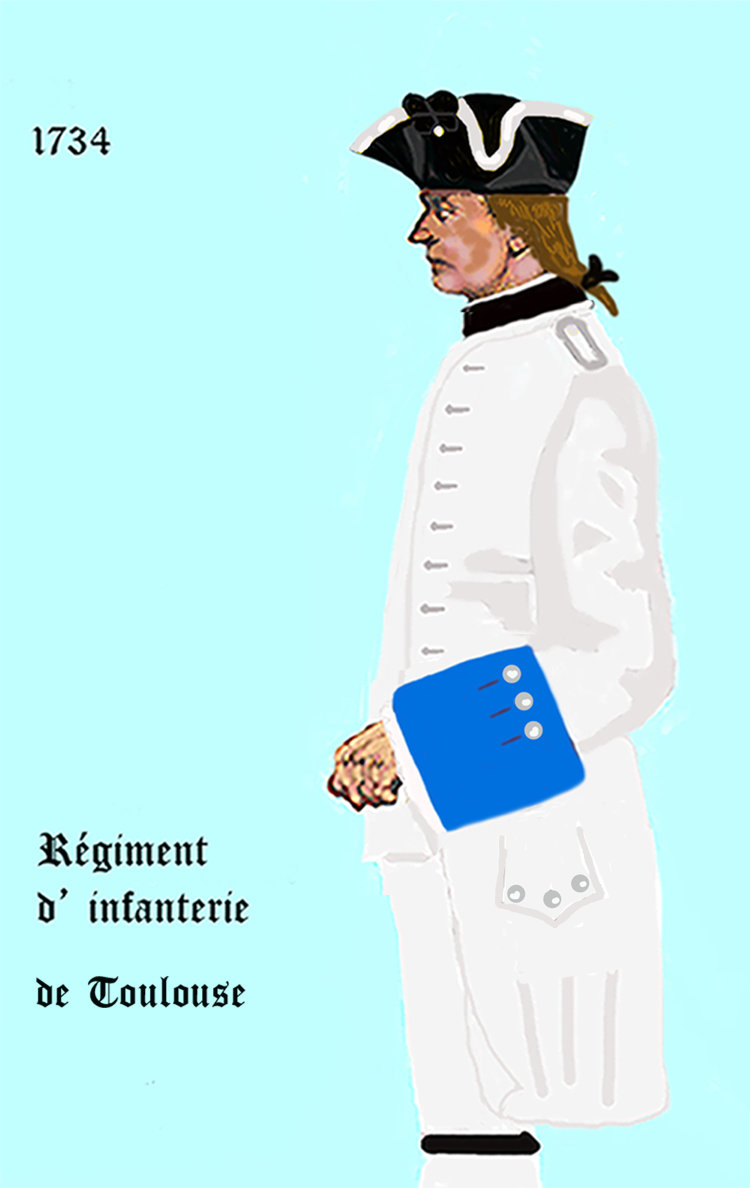
régiment de 1734 à 1757
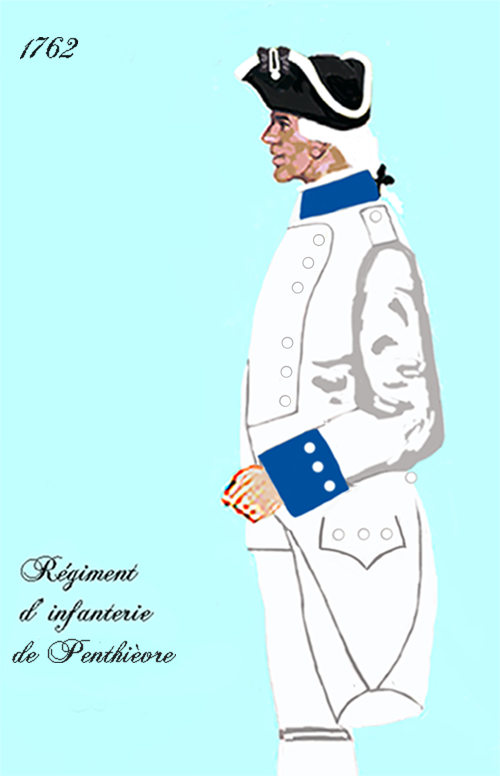
régiment de Penthièvre de 1762 à 1776
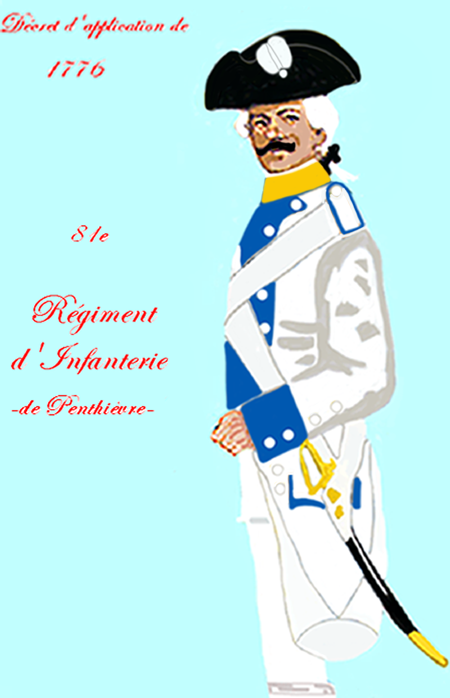
régiment de Penthièvre de 1776 à 1779

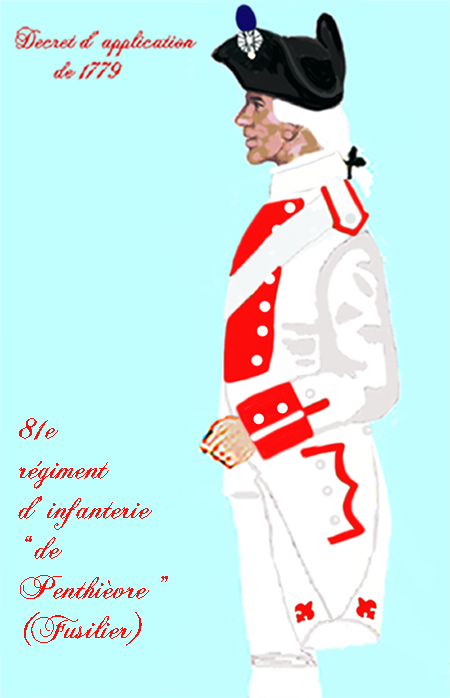
régiment de Penthièvre de 1779 à 1791
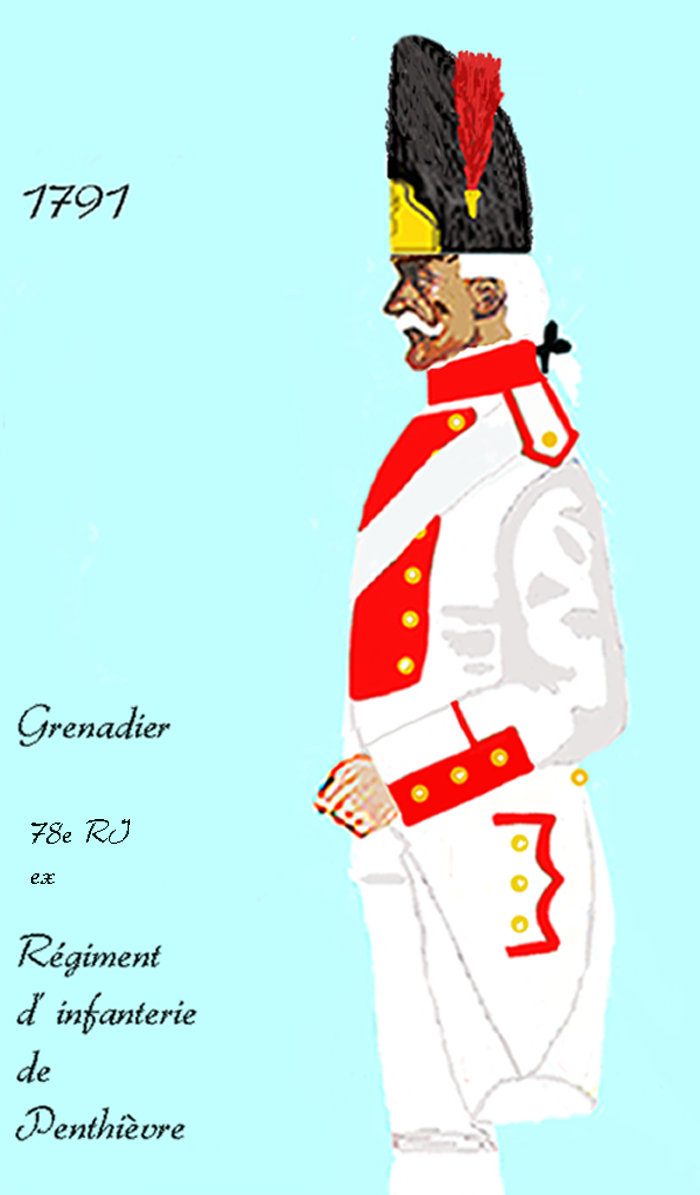
grenadier du 78e régiment d’infanterie de ligne de 1791 à 1795

### Quartiers
- citadelle de Metz[2]
- à Dunkerque en 1765